# Włodzicka Góra
Włodzicka Góra (niem. Königswalder Spitzberg) – szczyt (757 m n.p.m.), w południowo-zachodniej Polsce, w Sudetach Środkowych, na Wzgórzach Włodzickich.
Najwyższy szczyt Wzgórz Włodzickich, położony w południowo-zachodniej Polsce, w miejscowości Świerki na zachód od Ludwikowic Kłodzkich na północno-zachodnim krańcu pasma Wzgórz Włodzickich, w zakolu górnej Włodzicy.

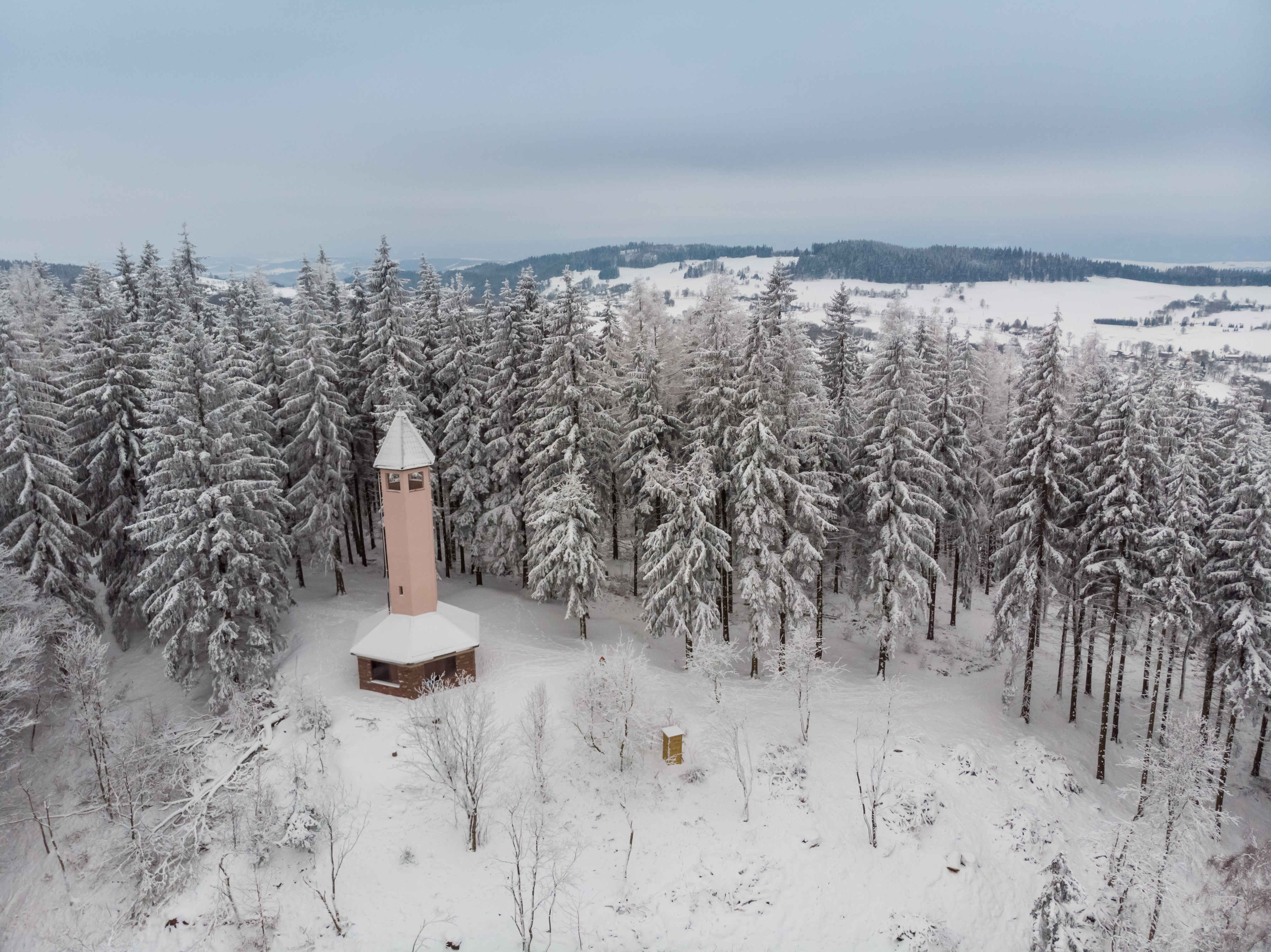
Fot. M. Jagiellicz

Góra wznosi się w postaci stromego, dość regularnego stożka, który w kierunku południowo-wschodnim przechodzi w długi, wyrównany grzbiet. Zbocza: zachodnie, północno-zachodnie i strome północno-wschodnie opadają w kierunku zakola Włodzicy. Wzniesienie zbudowane z utworów czerwonego spągowca, głównie piaskowców ciosowych i zlepieńców, w których ciągną się karbońskie piaskowce i zlepieńce. Wierzchołek i znaczną część zboczy porastają lasy świerkowo-bukowe regla dolnego. Dolne partie zboczy oraz zbocze południowo-zachodnie pokrywają łąki. U podnóża północno-wschodniego zbocza położona jest miejscowość Świerki. Od północnego zachodu pod szczyt Włodzickiej Góry podchodzą rozproszone zabudowania dawnych przysiółków Dworków, a od południa ostatnie domy Sośniny. Na szczycie znajduje się odbudowana przez Gminę Nowa Ruda w ramach programu „Polsko-Czeski Szlak Grzbietowy – Część Wschodnia” wieża widokowa, oficjalnie otwarta 19 października 2018 r. Taras widokowy mieści się na wysokości 15 m.
Na zboczu góry znajdują się pozostałości obiektów do załadunku i transportu kamienia z pobliskiego kamieniołomu.
Łąki pokrywające południowo-zachodnie zbocze, częściowo przechodzą w torfowisko z początku okresu zlodowacenia południowopolskiego.

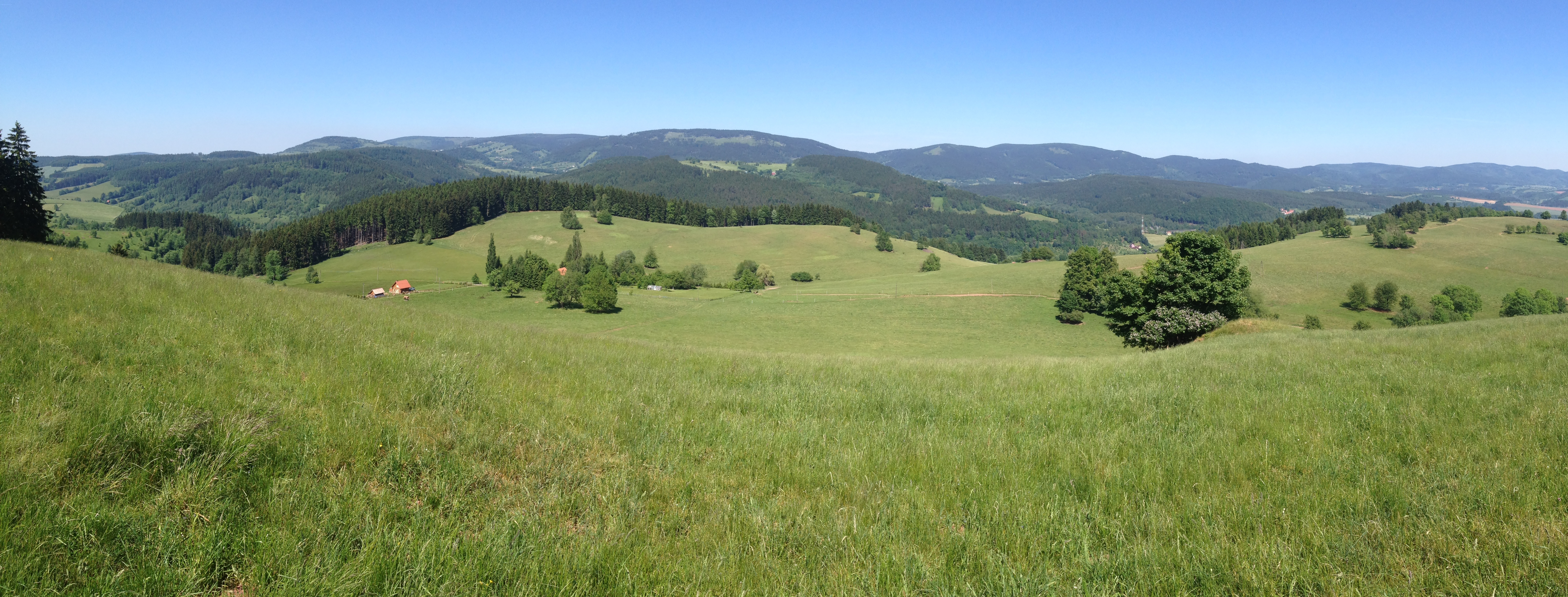
Wzgórza Włodzickie, Gmina Nowa Ruda

Na szczycie punkt widokowy na Sudety, a zwłaszcza na Góry Sowie.
Wzniesienie zaliczane jest do Korony Sudetów Polskich.

## Szlaki turystyczne
Kościelec - Góra Wszystkich Świętych - Góra Świętej Anny - Przełęcz pod Krępcem - Nowa Ruda - Pisztyk - Włodzicka Góra - Świerki Dolne - Kompleks Gontowa - Sokolec - Schronisko Sowa - Wielka Sowa
 Ludwikowice Kłodzkie (stacja kolejowa) - Ludwikowice Kłodzkie - Pardelówka - Włodzicka Góra - Rozdroże pod Włodzicką Górą
Pod szczytem przebiega szlak:
 Świerki Dolne - Rozdroże pod Włodzicką Górą - Świerki - Granicznik - Rozdroże pod Słoneczną Kopą